# Hanna-Maria Seppälä
Hanna-Maria Seppälä, född 13 december 1984 i Kervo, är en finländsk simmare.
Seppälä blev den första finländska kvinnliga simmaren som vunnit ett världsmästerskap på lång bana när hon vann guld på 100 meter frisim 2003. Hon har också vunnit fyra guld i europamästerskapen i kortbanesimning.  Seppelä har hittills deltagit vid fem OS (2000, 2004, 2008, 2012, 2016) men aldrig tagit någon medalj.

### Fotnoter
1. ↑  ”Hanna-Maria Seppälä Key Achievements”. hanna-maria.com. Hanna-Maria Seppälä. Arkiverad från originalet den 4 oktober 2009. https://web.archive.org/web/20091004014200/http://www.hanna-maria.com/Achievements.asp. Läst 23 november 2015.
2. ↑  ”Hanna-Maria Seppälä Bio, Stats, and Results - Olympics at Sports.reference.com”. sportsreference.com. Sportsreference. Arkiverad från originalet den 6 januari 2009. https://web.archive.org/web/20090106115942/http://www.sports-reference.com/olympics/athletes/se/hanna-maria-seppala-1.html. Läst 14 maj 2018.